# Норвезький ригсдалер
Норвезький ригсдалер (норв. Riksdaler, дан. Rigsdaler) — велика срібна монета талерного типу і грошова одиниця Норвегії XVI—XIX століть до введення крони. Перші ригсдалери на її території викарбували 1546 року після утворення дансько-норвезької унії за зразком данських ригсдалерів. Після тривалої перерви їх стали випускати на постійній основі від 1628 року після відкриття монетного двору в Християнії. Під час дії дансько-норвезької унії до 1814 року норвезький ригсдалер, як і данський ригсдалер, відповідав 96 скілінгам. Після переходу під номінальну владу шведського короля, співвідношення зі скілінгами переглянули. Від 1816 року срібний ригсдалер став рівним 120 скілінгам. 1873 року в країні затверджено золотий стандарт. Нетривалий час випускали гроші із зазначенням двох номіналів у далерах і кронах. Від 1877 року Норвегія остаточно відмовилася від використання далерів через вступ до спільного з Данією і Швецією Скандинавського монетного союзу, що передбачав уведення крони вартістю 0,4032 г чистого золота.

## Історичні передумови
Норвегія і Швеція відповідно до Кальмарської унії 1397 року визнали верховну владу данських королів. Після отримання Швецією незалежності її змінила дансько-норвезька унія 1536 року. Домінувала в союзі Данія. Її король носив титул «короля Данії та Норвегії, вендів і готів». При цьому Норвегія зберігала широку автономію, мала окрему від Данії скарбницю і самостійно розпоряджалася власними фінансами. Система грошового обігу Норвегії на початок XVI століття повторювала Данську через відсутність власного монетного двору. У самій же Данії перші великі срібні монети талерового типу викарбували в кінці XV століття за правління короля Йоганна (1481—1513). Їх поява відповідала загальноєвропейським тенденціям грошового обігу і потребам торгівлі.

## Поява великих срібних монет типу талер
Ще 1486 року граф Тірольський Сигізмунд через нестачу золота і, разом з тим, наявністю срібних рудників у своїй державі випустив велику срібну монету. За вартістю вміщуваного металу (31,7 г срібла 935 проби) нова грошова одиниця була еквівалентна золотому рейнському гульдену. За своєю суттю карбування срібного гульдена стало першою в Священній Римській імперії спробою замінити золоті монети срібними аналогами. Нову монету називали «гульдинером» і «гульденгрошем». Данія не залишилася осторонь від нових віянь. У 1496—1497 і 1500 роках в Данії випустили перші срібні гульденгроші.
У 1510—1512 роках в області Рудних гір на північному сході Богемії відкрито багаті родовища срібла. За наказом місцевого правителя Штефана Шліка 1516 року засновано селище рудокопів що отримало назву Йоахимсталь (на честь покровителя рудокопів святого Йоакима). За середньовічними мірками, тираж нових гульдинерів був величезним. Всього до 1545 року зі срібла рудників Йоакимсталя викарбувано понад 3 млн екземплярів йоахимсталерів. Це принесло не тільки колосальний дохід родині Шліків, але й спричинило їх поширення по всій Німеччині, Богемії, Угорщині та інших країнах. Велика кількість характерних грошових знаків призвела до того, що їх стали називати за місцем карбування «йоахимсталерами», або скорочено «талерами». Ця назва пізніше перейшла на всі типи гульденгрошенів. У Скандинавських країнах вона трансформувалася в далер.

## Ригсдалери в період дансько-норвезької унії

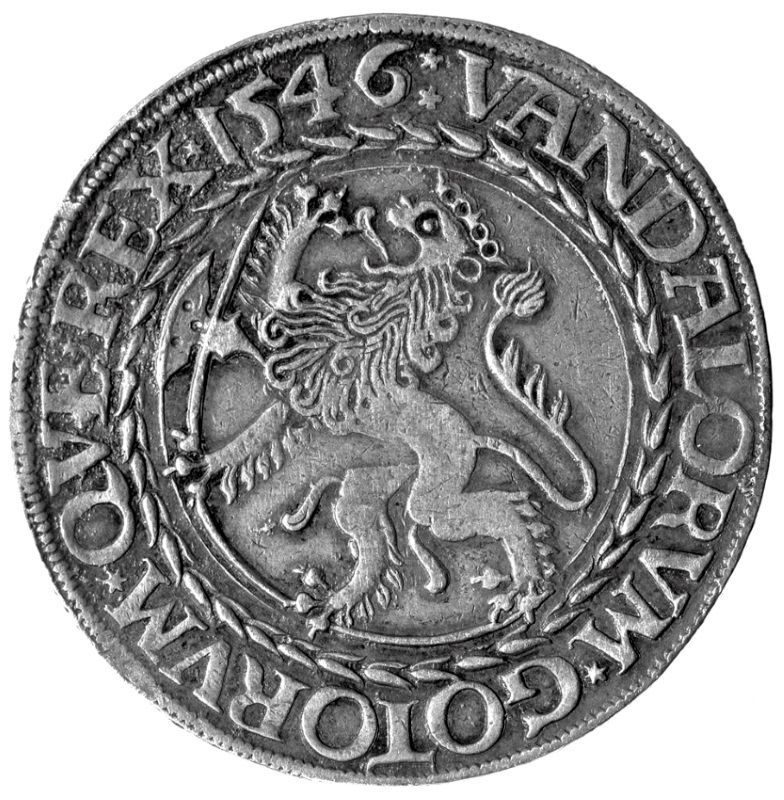
Реверс гімсейдалера 1546 року

1543 року на території Гімсойського монастиря, який припинив існування, в місті Шієн створено монетний двір. На ньому 1546 року карбували перші в історії Норвегії ригсдалери. Їх особливістю став поміщення на реверсі національного символу — центрального елемента норвезького герба — лева. Випуск гімсойдалерів тривав менше року. У тому ж 1546 році монастир і розташований у ньому монетний двір згоріли. Ці монети не вплинули істотно на грошовий обіг через малий тираж (донині збереглося лише 18 зразків). Однак саме вони є першими далерами Норвегії.
Протягом тривалого часу в Норвегії взагалі не карбували монет. 1628 року монетний двір відкрили в Християнії, а 1686 року він переїхав у Конгсберг. Від 1628 року завдяки відкриттю монетного двору, в Норвегії починають карбувати далери на регулярній основі. 1625 року в Данії склалися такі співвідношення між грошовими одиницями: 1 далер — 6 марок — 96 скілінгів. Одночасно з далером у країні циркулювали срібні крони, рівні 4 маркам. Саме цю систему інкорпоровано й у Норвегії. Норвезькі далери XVII століття містили ~ 25,18 г чистого срібла, що відповідало данським.

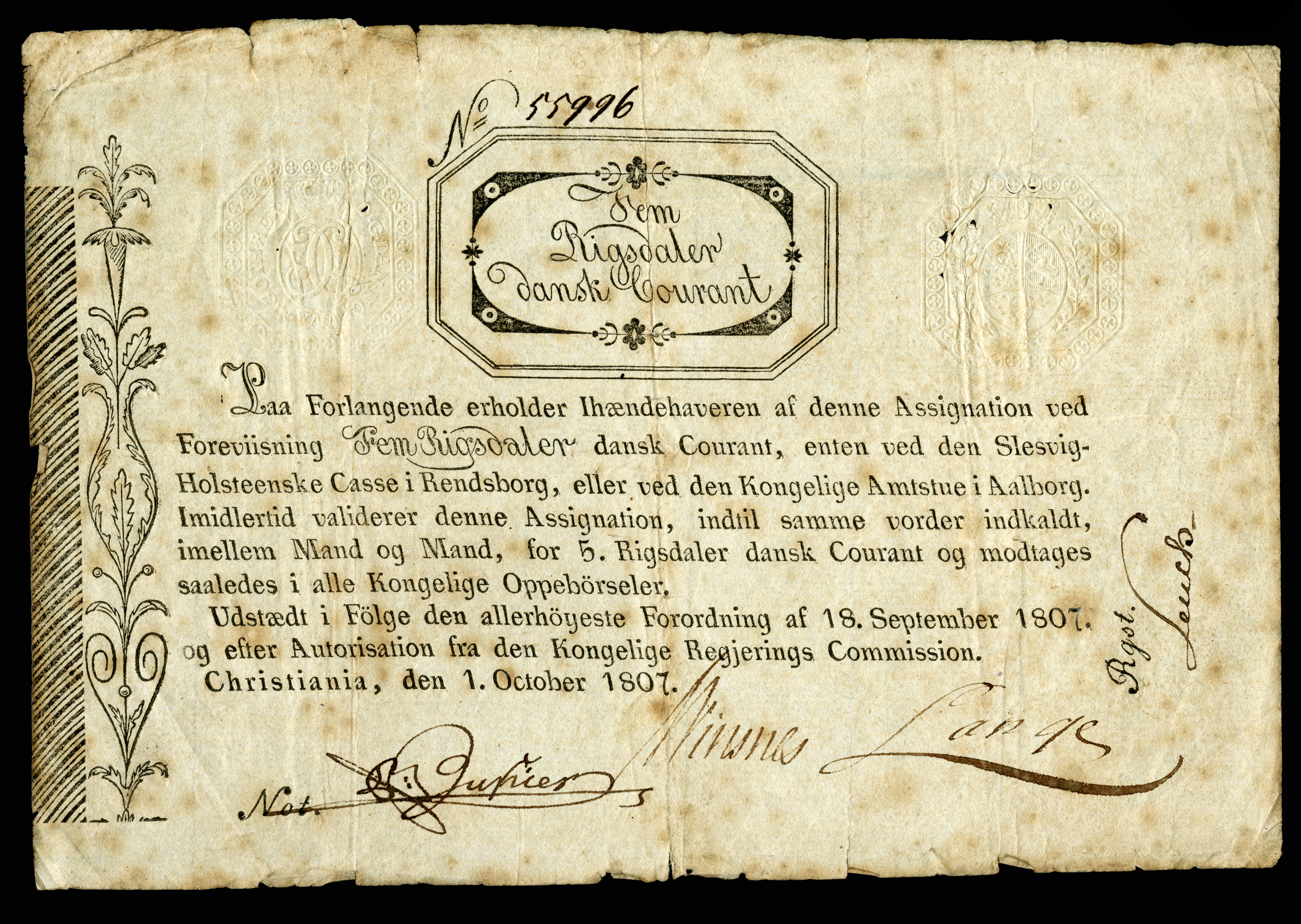
5 курантних норвезьких ригсдалерів 1807 року. Християнія

1695 року король Кристіан V подарував купцеві Йоргену Тормолену право на випуск власних банкнот, які могли бути використаними на території Норвегії як законний платіжний засіб. Надруковані купюри номіналом 10, 20, 25, 50 і 100 ригсдалерів стали першими норвезькими банкнотами. Справи у купця незабаром розладналися і його оголосили банкрутом.
У XVIII столітті грошовий обіг у Норвегії повторював данський. Погано контрольований у Данії випуск банкнот, номінованих у ригсдалерах, призвів до формування понять повноцінного срібного «спешесдалера» і «курантного ригсдалера», чия вартість визначалася поточним ринковим курсом відносно повноцінної срібної монети. Монети карбували на монетному дворі в Конгсберзі.
Проблеми, з якими зіткнулася Данія в період наполеонівських воєн початку XIX століття, призвели її до банкрутства 1813 року. За Кільським договором 1814 року Норвегія переходила під владу шведського короля.

## Ригсдалери в період шведсько-норвезької унії
1814 року згідно з Кільським договором Норвегія перейшла з під влади Данії до Швеції. У самій Норвегії вирішили чинити опір, прийняли конституцію і проголосили незалежність. Подальша нетривала шведсько-норвезька війна призвела до підписання унії. Згідно з угодою Норвегія була вільним і самостійним королівством, що має спільного зі Швецією короля. У всіх внутрішніх справах вона набувала практично повної самостійності. Лише на цих умовах члени стортингу (парламенту) принесли присягу на вірність королю Швеції Карлу XIII, підкресливши, що роблять це не через кільські домовленості між Данією і Швецією, а згідно з норвезькою конституцією.
1816 року стортинг змінив раніше використовуване співвідношення грошових одиниць. Один спішисдалер ставав рівним 120 скілінгам або 5 ригсортам по 24 скілінги кожен. Таким чином зроблено спробу уніфікувати систему відношень грошових одиниць зі Швецією. Подальші зміни в грошовому обігу Швеції не позначилися на відношеннях норвезьких монет і банкнот. Так, у Швеції 1855 року проведено реформу, яка передбачала введення десяткової грошової системи, тоді як у Норвегії продовжували випускати срібні далер і скілінг. У Швеції до 1855 року друкували банкноти із зазначенням номіналу в ригсдалерах банко і ригсдалерах спеше, а від 1855 року — ригсдалерах риксмюнт. У Норвегії центральний банк в Тронгеймі продовжував друкувати спішисдалери.

## Уведення норвезької крони

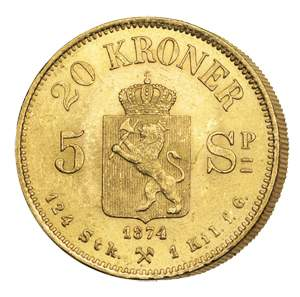
Монета із зазначенням номіналу в двох грошових одиницях — 20 крон і 5 спішисдалерів

27 травня 1873 року між Данією і Швецією підписано Скандинавський монетний союз, який передбачав відмову від срібного стандарту і уніфікацію грошових одиниць обох країн на основі крони вартістю в 0,4032 г чистого золота. 4 червня 1873 року стортинг видав закон, який передбачав перехід Норвегії до золотого стандарту. Від 1 січня 1874 року в державі стали використовувати як спешесдалери зі скілінгами, так і крони з ере. Один спешесдалер відповідав 4 золотим кронам. 1874 року викарбувано перші золоті й срібні монети із зазначенням номіналу в двох грошових одиницях, наприклад 20 крон — 5 спешесдалерів, 50 ере — 15 скілінгів.
17 квітня 1875 року прийнято законодавчий акт, за яким у країні відмовлялися від обігу далерів і скілінгів. Це зроблено в контексті підготовки до вступу в Скандинавський монетний союз. 16 жовтня 1875 року Норвегія офіційно в нього й увійшла. Остаточно далер і скілінг перестали використовувати й обмінювати на нові крони і ере від 1 січня 1877 року.